# Plagues Of Babylon
 (janvier 2014).
 (janvier 2014).
Si vous disposez d'ouvrages ou d'articles de référence ou si vous connaissez des sites web de qualité traitant du thème abordé ici, merci de compléter l'article en donnant les références utiles à sa vérifiabilité et en les liant à la section « Notes et références ».
Plagues Of Babylon est le onzième album studio du groupe américain de heavy metal Iced Earth. Sortie le 6 janvier 2014 en Europe. Il s'agit du premier album pour le batteur Raphael Saini et le bassiste Luke Appleton.

## Composition du groupe
- Jon Schaffer - guitare, chœurs
- Troy Seele - guitare
- Stu Block - chant
- Luke Appleton - basse
- Raphael Saini - batterie

## Liste des titres
1. Plagues of Babylon
2. Democide
3. The Culling
4. Among the Living Dead
5. Resistance
6. The End?
7. If I Could See You
8. Cthulhu
9. Peacemaker
10. Parasite
11. Spirit of the Times
12. Highwayman (Jimmy Webb cover)
13. Outro